# Lorenzkirch

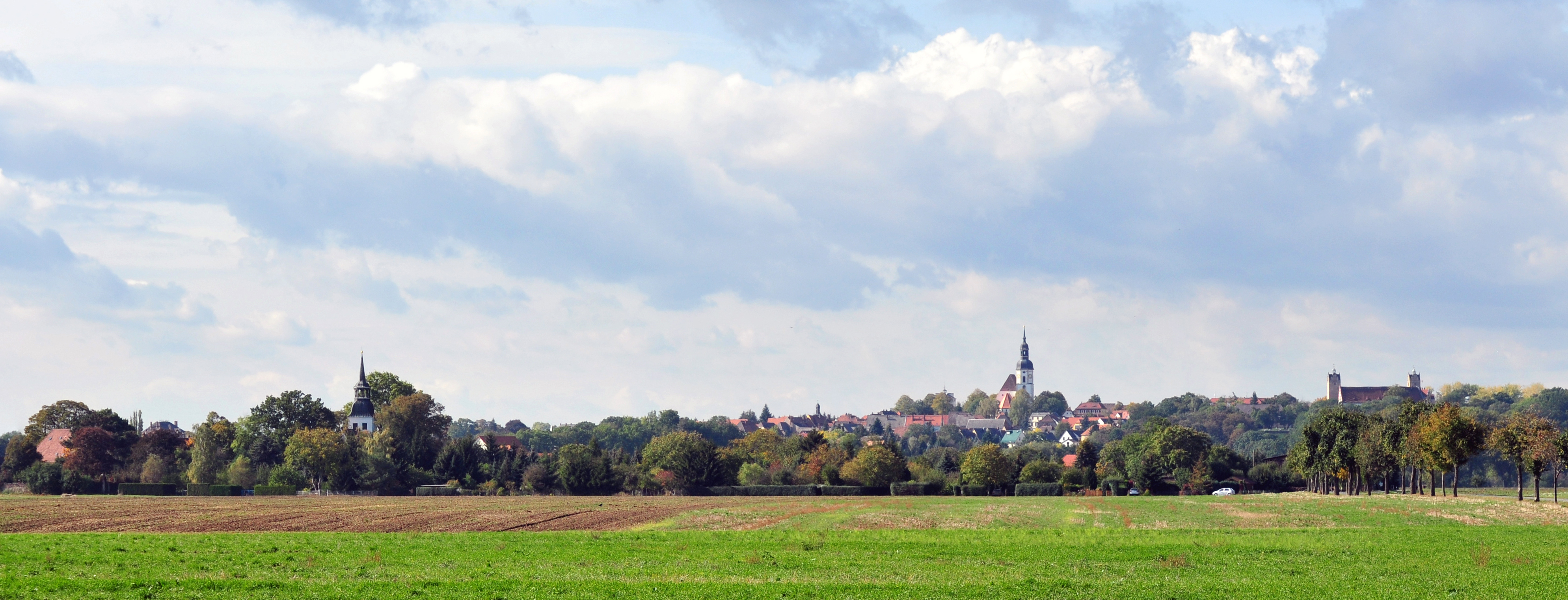
Blick über Lorenzkirch nach Strehla. Von links nach rechts sieht man die Laurentiuskirche von Lorenzkirch, die Stadtkirche Zum heiligen Leichnam von Strehla und die Burg Strehla. Dieser Blick empfängt den Reisenden auf der Kreisstraße K 8576 kurz vor Lorenzkirch.

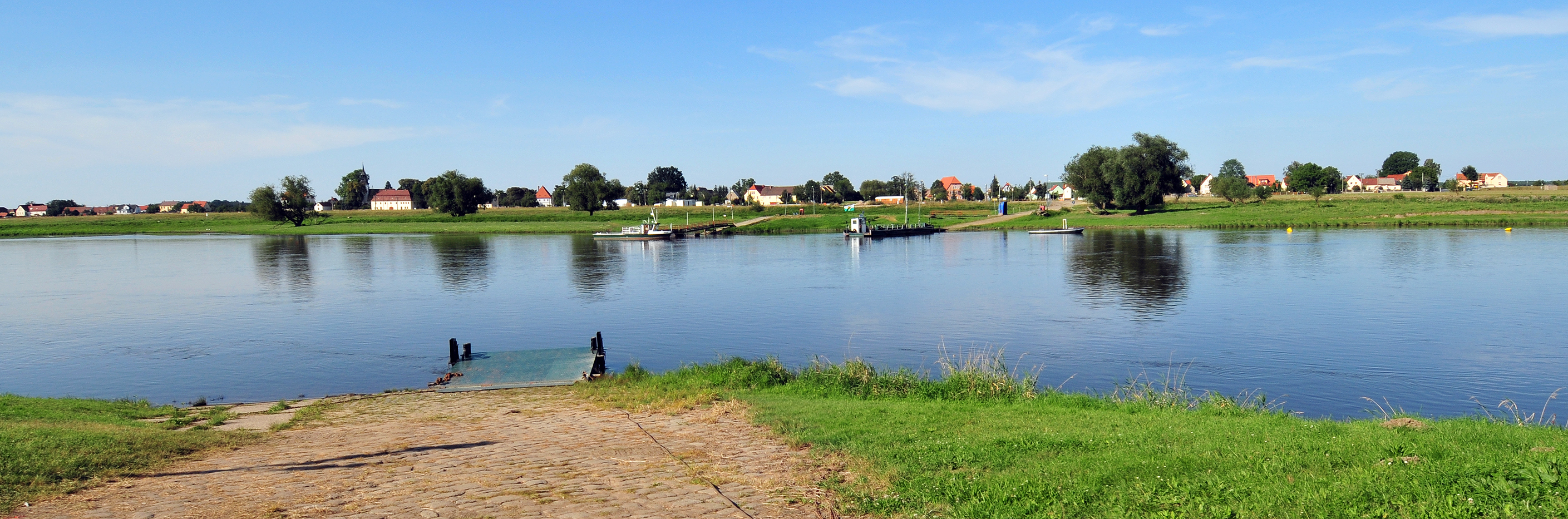
Blick von der Anlegestelle der Fußgängerfähre in Strehla über die Elbe nach Lorenzkirch

Lorenzkirch ist ein Zeilendorf der Gemeinde Zeithain im Zentrum des Landkreises Meißen im Freistaat Sachsen in der Nähe von Riesa. Lorenzkirch wurde am 19. Oktober 2012 nach seiner Zertifizierung zu einem der schönsten Dörfer von Sachsen gekürt. Es gehört seitdem zu der Interessengemeinschaft Sachsens Schönste Dörfer.
Lorenzkirch ist das tiefstgelegene Dorf Sachsens und befindet sich auf dem rechten Ufer der Elbe auf einer hochwassergefährdeten Talsanddüne gegenüber von Strehla. Lorenzkirch war von den Überflutungen in den Jahren 2002 und 2013 betroffen. Bekannt ist Lorenzkirch durch seine Laurentiuskirche und durch den jährlichen Lorenzmarkt.

## Bevölkerungsentwicklung
| Jahr | Einwohner |  | Jahr | Einwohner |  | Jahr | Einwohner |  |
| 1551 | 29        |  | 1890 | 284       |  | 1950 | 616       |  |
| 1764 | 40        |  | 1910 | 317       |  | 1964 | 551       |  |
| 1834 | 312       |  | 1925 | 344       |  | 1990 | 374       |  |
| 1867 | 335       |  | 1939 | 469       |  | 1996 | 173       |  |
| 1871 | 314       |  | 1946 | 636       |  | 2010 | 143       |  |

## Etymologie
Historische Ortsnamenbelege: plebanus sancti Laurencii (1274), sancti Laurentii (1274), Sanctus Laurentius (1308), apud sanctum Laurentium (1343, 1350), Laurenz Kirche (1383), Lorenczkirche (1406), Lorenczkirche (1513), Sant Lorentz Kirchen (1544), Lorentzkirch (1716), Lorentzkirche (1752), Lohrenzkirch (1765), Lorenzkirch oder Lorenzkirchen (1840–1875), später Lorenzkirch.

## Lage im Elbtal

### Die Hochwasserinsel von Lorenzkirch

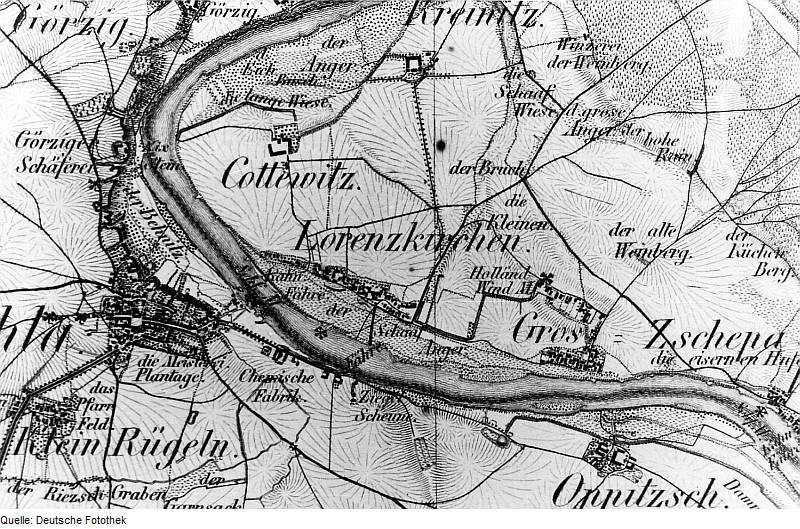
Karte von 1839/40

Lorenzkirch liegt in einem ehemaligen Schwemmkegel der Elbe, der sich vom Schloss Hirschstein im Süden bis Kreinitz im Norden erstreckt. In der bis sieben Kilometer breiten Flussaue verliefen bis zu vier Nebenarme mit Querrinnen, Inseln und Terrassen nebeneinander. Lorenzkirch war mit Cottewitz auf einer Talsanddüne von drei Elbarmen umschlossen. Das führte zu einer Insellage des Ortes, ermöglichte aber die Bildung von Furten für eine Flussüberquerung der Hohen Straße. In der Flussaue wurden im Laufe der Zeit die folgenden Orte auf Hochwasserinseln angelegt: Grödel, Moritz, Promnitz, Röderau, Bobersen, Forberge, Gohlis, Oppitzsch, Zschepa, Lorenzkirch, Cottewitz und Kreinitz. Bei dem Hochwasser wurden diese Orte vom Wasser eingeschlossen oder auch ganz überflutet. Die Hochwasserkarte von 2002 zeigt, dass das Hochwasser trotz bestehender Deiche die Flussaue ganz ausfüllte und die Inseln, auf denen die Häuser und Kirchen standen, überflutete. Teilweise wurden dabei Deiche nach ihrer Überflutung weggespült, weil sie zu niedrig waren, teilweise brachen Deiche, weil sie in einem ehemaligen Nebenarm der Elbe standen und der Wasserdruck an dieser Stelle besonders stark war.

### Das Zeilendorf Lorenzkirch

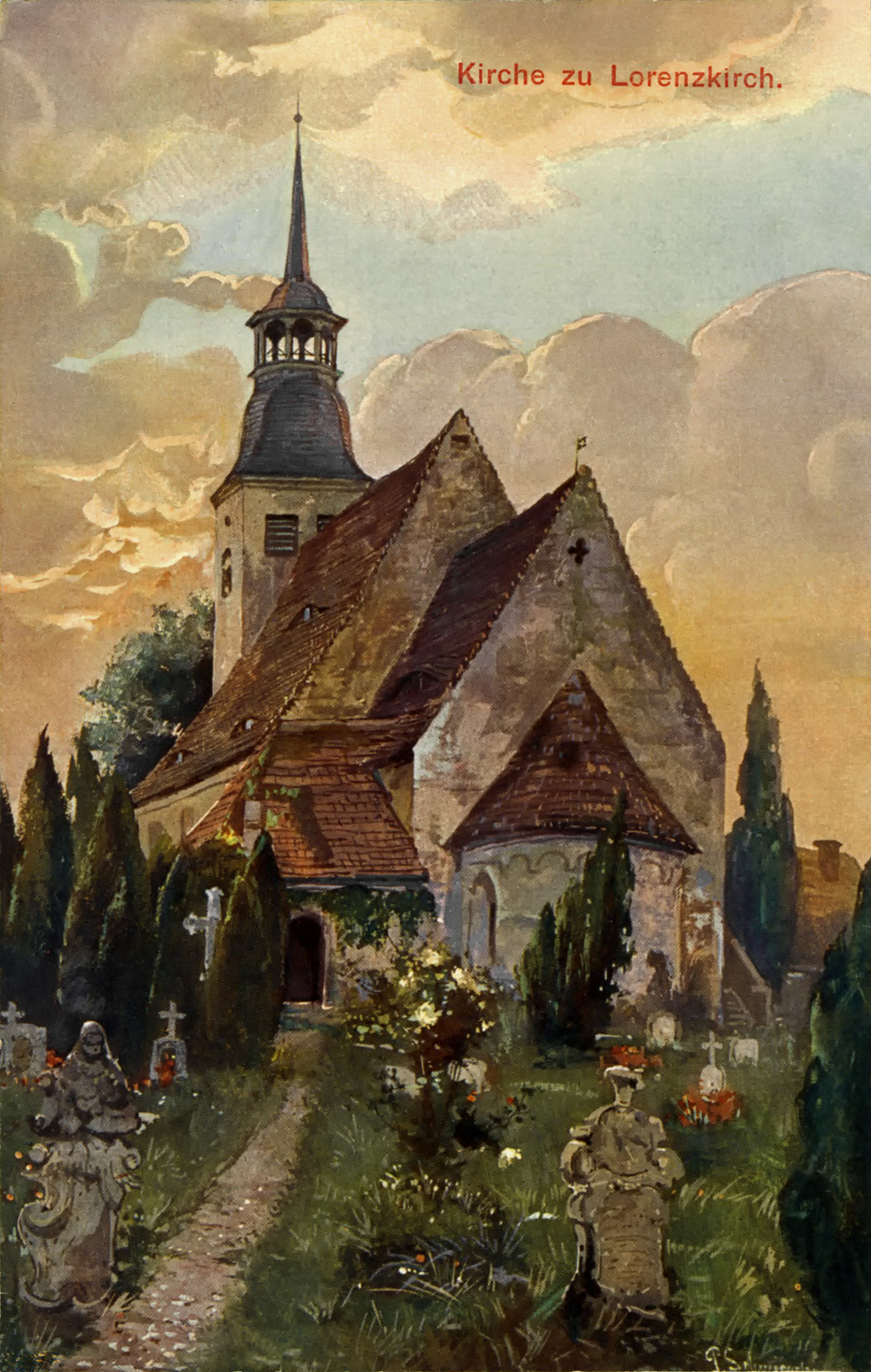
Die Laurentiuskirche zu Lorenzkirch. Postkarte von dem Maler Pedro Schmiegelow aus der Zeit von 1900 bis 1911.

Lorenzkirch war ursprünglich ein Rundling mit einer anschließenden einreihigen Zeile. Es entwickelte sich zum Zeilendorf. Der Lorenzkircher Pastor Carl Paul beschrieb 1901 das Zeilendorf Lorenzkirch so: Es ist das am tiefsten gelegene sächsische Elbdorf. Seine Häuser bilden eine lange Reihe, die in gleicher Richtung mit dem Strom verläuft. Die gefährliche Nachbarschaft des zeitweilig wild entfesselten Elements zwang die Bewohner, zu gegenseitigem Schutze in einer Linie zu bauen. Von oben her gesehen nimmt sich das Dorf daher wie ein langes schlankes Fahrzeug aus, zumal wenn die Flut bei Hochwasser bis an den Ort heranreicht. Der annähernd in der Mitte stehende Kirchturm ragt wie ein Mastbaum aus der Häuserreihe auf. Unmittelbar unter den Gehöften, dem unkundigen Auge aus einiger Entfernung kaum bemerkbar, zieht sich der starke Hochwasserdamm hin. Das auf der Flussseite liegende breite Vorland ist mit herrlichen Wiesen bedeckt. Der Hochwasserdamm befindet sich nicht auf der Elbseite, sondern auf der Rückseite der Gebäude; er diente bei Hochwasser der Elbe dem Schutz der Felder, um die Ernte zu sichern. Die Gebäude hatten Haustüren vorn auf der Elbseite zur Straße hin und auf der Rückseite zum Deich hin, um die Evakuierung über den Deich zu sichern. Der Deich diente lange Zeit auch den Schulkindern bei Hochwasser als Schulweg zur Schule von Lorenzkirch, die neben der Kirche dicht am Deich lag.

### Die Laurentiuskirche
Die Laurentiuskirche, von der sich auch der Ortsname herleitet, ist eine im Kern romanische Kirche. Die Apsis weist noch einen romanischen Bogenfries auf. Schiff und Turm haben verputztes Feldsteinmauerwerk.
Die Kirche diente bei Hochwasser zur Fluchtort von Mensch, Haustieren und Vieh; alle verbrachten das Hochwasser auf der Empore oder auf einer Lage von Brettern, die über den Bänken als erhöhte Plattform angebracht wurden. Da der Fußboden der Kirche unter dem Niveau des Friedhofs liegt, konnte das Hochwasser in der Kirche nicht abfließen, sondern nur versickern, wenn es nicht ausgeschöpft oder abgepumpt wurde. Der Wasserspiegel vom Hochwasser erreicht in der Kirche oft die Höhe von einhundertundsechzig Zentimetern.

### Der Nixstein

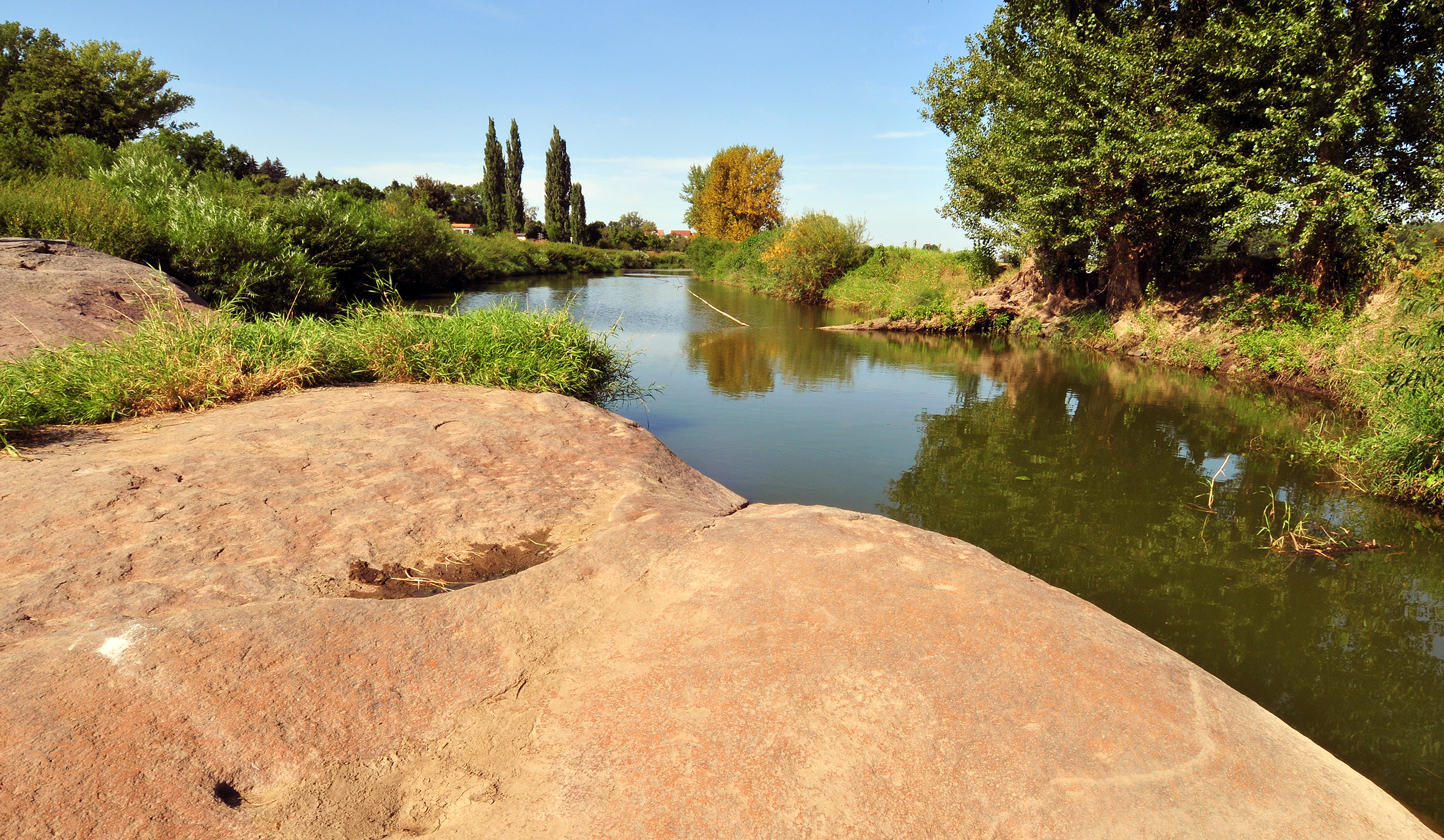
Der Rest vom Nixstein steht in Strehla seitlich des Elbweges Am Nixstein an einem toten Elbarm.

Unterhalb der Elbe liegt zwischen Strehla und Cottewitz bei Kilometer 116 ein breiter Granitfelsen: der Nixstein. Er ragte früher in einer Breite von über acht Metern (sechzehn Ellen) bis zur Mitte des Flusses aus dem Wasser, gefährdete die Schifffahrt, verursachte Eisstoß mit daraus folgendem Hochwasser und war Anlass für eine ätiologische Erzählung, die den Namen Nixstein durch Wohnungen von Nixen im Granitfelsen erklärte. Johannes Herrmann vermutet, dass Sand und Geröll aus dem Rietzschebach, der neben dem Nixstein in die Elbe mündete, vor tausend Jahren eine Furt zwischen den Elbufern von Strehla und Lorenzkirch geschaffen habe.
Versuche, den Nixstein in der Elbe in den Jahren 1870, 1904, 1908, 1911 und 1929 wegzusprengen, waren nicht sehr erfolgreich. Erst große Sprengungen unter Wasser von 1936 bis zum 24. Juni 1937 ermöglichten schließlich eine gefahrlose Schifffahrt. Bei diesen Sprengungen entstanden Wassersäulen von sechzig bis achtzig Metern Höhe. Die Oberkante der höchsten Nixsteinriffe liegt jetzt bei dem Pegelstand 121 des Pegels Strehla auf einer Höhe von 87,68 Meter über NN. Bei Niedrigwasser mit einem geringeren Pegelstand tauchen die Nixsteine aus der Elbe auf. Das geschah beispielsweise im September 1992 beim Pegelstand 116, 1993 beim Pegelstand 112 und 1994 beim Pegelstand 111. Auf der Lorenzkircher Seite stand in der Elbe an der kleinen Fähre ein Hungerstein, dessen Oberfläche bei dem Pegelstand 132 des Pegels Strehla auf einer Höhe von 87,80 Meter über NN gelegen hat. Er wurde 1932 beim Anlegen des toten Elbarmes entfernt. Auf Karten und Stichen des 19. Jahrhunderts ist er abgebildet. Am Elbufer von Strehla steht seitlich des Elbweges Am Nixstein ein erhalten gebliebener Granitblock des Nixsteins an einem toten Elbarm. In der Sankt Laurentiuskirche von Lorenzkirch befindet sich der von Theodor Paul gespendete und von dem Bildhauer Johannes Seiler gestaltete Taufengel mit Taufschale aus Bronzeguss, der auf einem Sockel aus Granit steht. Dieser Granitsockel wurde 1909 in der Elbe in einer Taucherglocke aus dem Nixstein gebrochen.

### Hochwasser

#### Hochwasser und Eisgang
Eine besondere Gefahr bildete an der Elbe neben dem Hochwasser auch das Eis, das sich bereits auf dem Weg von Böhmen auf der Elbe gebildet hatte und sich bei Hochwasser in dicker Schicht an die Dörfer heranschob. Die Bewohner von Lorenzkirch schützten sich seit Jahrhunderten durch Prellsteine an den Hauswänden und an den Straßenmauern. Da der Eisgang in den letzten Jahrzehnten ausgeblieben ist und nun nicht mehr erwartet wird, wurden in Lorenzkirch nach dem Hochwasser 2002 fast alle Prellsteine entfernt.
Ein Bericht über das Hochwasser vom 3. März 1855 zeigt die Dimension des Eisganges bei Lorenzkirch:
Die großen Uferdämme in Promnitz und Moritz waren größtenteils durchbrochen, das ganze böhmische Eis ging durch diese Dammbrüche hinter Gohlis weg, wo es auf den Feldfluren der Gemeinden Zschepa, Lorenzkirch, Kottewitz und Kreinitz liegenblieb. Das Hochwasser war hinter dem Dorfe Lorenzkirch höher als vor demselben. Auf den Wiesen von Lorenzkirch lag das Eis 4 Ellen (= 3,26 Meter) hoch aufgeschichtet, alle Wege waren infolgedessen ganz ungangbar. Für das Eisschlagen und Freimachen der Wege mußten große Sumen bezahlt werden, denn 100 Mann hatten 14 Tage lang vollauf zu tun. Diese Arbeit wurde von einem Pionierkommando überwacht, die Gemeinden Lorenzkirch und Kreinitz bekamen aus der Staatskasse 200 Taler Unterstützung.

#### Hochwasser 2002

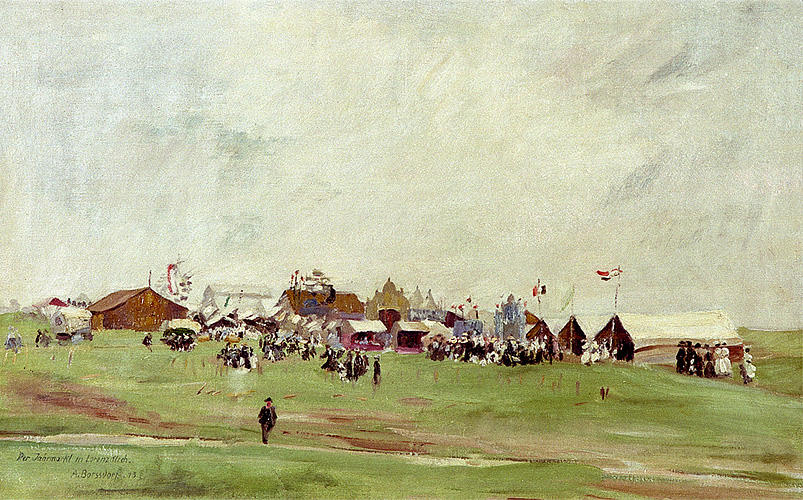
Alfred Borsdorf (1881–1950) malte das Gemälde Der Jahrmarkt in Lorenzkirch im Jahr 1913.

Der Höchststand der Elbe in Riesa am 17. August 2002 in Höhe von 9,47 Meter führte in Lorenzkirch zu einer gefährlichen Überflutung. Ein Deichbruch am 16. August 2002 am Lorenzkircher Ufer wurde vermutlich durch einen vom Nixstein hervorgerufenen Strudel verursacht. Dabei wurden rund dreißig Meter des Deiches weggespült, und es entstand im Erdboden ein Krater mit einem Durchmesser von fünfunddreißig Metern und einer Tiefe von zwölf Metern. Die Deichbrüche im August 2002 in der Nähe von Lorenzkirch entstanden durch die Überlastung des Hauptelbarmes. Die Deiche wurden überspült und von der Rückseite her ausgespült.
Die Elbe hatte zuvor im Bereich der Orte Gohlis, Zschepa und Lorenzkirch ein Sicherungssystem. Bei einem Pegelstand von 7,40 m in Riesa überlief ein Teil des Wassers eine Deichöffnung bei dem Ort Gohlis. Dieser Teil des Wassers konnte früher über einen alten Elbarm den Hauptarm der Elbe entlastend mit stärkerem Gefälle umfließen. In der zweiten Hälfte der 1990er Jahre bis 2001 wurde aber die Staatsstraße 88 erneuert und zu großen Teilen neu trassiert. Dabei ist der alte Elbarm zweimal gequert und somit abgesperrt worden. Die 4350 m³/s Wasser, die die Elbe beim Augusthochwasser 2002 im Scheitel führte, mussten in ihrer Masse den Hauptarm passieren. Das führte zu einem zusätzlichen Anstieg von etwa 1,25 m im Hauptarm. Dadurch kam es zum Überströmen der Deiche. Lorenzkirch wurde wegen der Überflutung des Ortes evakuiert, der Friedhof und die Kirche standen unter hohem Wasser. Im Inneren der Kirche stand das Wasser 1,60 m hoch. Bei den Häusern und bei der Kirche waren aufwendige Renovierungsarbeiten notwendig. Im Jahr 1890 führte die Elbe ein Hochwasser gleichen Ausmaßes wie 2002. Anhand alter Hochwassermarken konnte nachgewiesen werden, dass 1890 an den Deichen noch 50 cm Freibord bestanden haben. Die Deiche stehen in Lorenzkirch hinter den überfluteten Gebäude, sie sollten früher die Felder mit der Ernte schützen und eine Hungersnot verhindern.

#### Hochwasser 2013
Das Hochwasser stieg am 3. Juni 2013 in Riesa von 6,60 Metern auf 7,70 Meter und erreichte am Mittag des 6. Juni den Höchststand von 9,40 Meter. Danach fiel das Hochwasser in Riesa kontinuierlich, bis es am 12. Juni 2013 um 22 Uhr den Pegelstand von 6,97 Metern erreichte. Die Hochwasserstände von 2002 und 2013 in Riesa sind vergleichbar. Der höchste Pegel beim Hochwasser 2002 lag in Riesa am 17. August 2002 bei 9,47 Meter und am 6. Juni 2013 bei 9,40 Meter.
Am Nachmittag des 3. Juni 2013 erreichten die Pegelstände der Elbe in Riesa mit 7,50 Meter die Hochwasserwarnstufe 4. Am 4. Juni 2013 waren die Grundstücke der Häuser in Lorenzkirch von braunem Hochwasser bedeckt. Zunächst weigerten sich zahlreiche Bewohner von Lorenzkirch, ihre Häuser zu verlassen. Aber die Gemeinde Zeithain evakuierte sie, weil alle Straßenverbindungen überflutet waren, die Kläranlage ausgefallen war und Elektrizität und Trinkwasser abgestellt werden mussten. Das Hochwasser erreichte seinen Höchststand am 6. Juni 2013 um 15.30 Uhr mit 9,40 Meter Fluthöhe am Pegel Riesa. In der Kirche von Lorenzkirch, deren bewegliches Inventar vor der Flut auf die Emporen gebracht worden war, stand das Wasser der Elbe am 6. Juni 2013 1,10 Meter hoch. Lorenzkirch konnte nun von den Sicherheitskräften und der Bundeswehr nur noch mit dem Boot erreicht werden und lag zum Schutz des Eigentums der Bewohner in einem Sperrgebiet. Ein Video von Riesa TV vom 7. Juni 2013 gegen 5.00 Uhr zeigt, dass Lorenzkirch zu diesem Zeitpunkt vollständig überflutet war und dass die Gebäude nebst Friedhof und Kirche mindestens einen Meter im Wasser standen. Am 7. Juni 2013 hatte die Elbe im Bereich von Lorenzkirch eine Ausdehnung von rund einem Kilometer. Die Gemeinde Zeithain glich an diesem Tage einer Insellandschaft in einem Meer von Elbewasser. Am 8. Juni 2013 war das Hochwasser fast überall in der Gemeinde Zeithain und rund um Strehla über 1,80 Meter tief. Das Technische Hilfswerk und die Bundeswehr sagten: „Wir können aufgrund der anhaltend starken Strömungen keine Personen transportieren, auch keine Güter, da wir ständig Patrouille fahren.“ Der Pegelstand in Riesa fiel am 9. Juni 2013 bis 19.00 Uhr nach einem Stand von über neun Metern auf eine Höhe von 8,32 Meter. Im Kreis Meißen, zu dem Lorenzkirch gehört, waren am 9. Juni 2013 insgesamt 1.500 Angehörige der Feuerwehren und der Polizei, 900 Soldaten der Bundeswehr, 500 Angehörige der Sanitätsdienste und 700 Mitarbeiter des Technischen Hilfswerks rund um die Uhr im Einsatz.
Am 10. Juni 2013 suchte ein Bewohner von Lorenzkirch seine Wohnung bei einem Hochwasserstand von etwa 8 Metern auf und stellte fest, dass das Hochwasser beim Höchststand der Elbe von 9,40 Meter in seiner Erdgeschosswohnung bis zu einer Höhe von 134,5 Zentimeter gestanden hatte; es reichte bis zu den Fensterbrettern der Wohnung.
Auch am 11. Juni 2013 war Lorenzkirch noch nicht zu Fuß oder mit dem Auto, sondern nur mit dem Boot erreichbar, obgleich die Staatsstraße am 11. Juni 2013 entlang der rechten Elbseite bis Lorenzkirch wieder geöffnet war. Die Kreisstraße 8576 zwischen Lorenzkirch und Zschepa war noch gesperrt. Die Ortslage Lorenzkirch wurde seit dem 11. Juni 2013 im Transportboot angefahren. Der Übersetzpunkt war Abzweig S 88.
Für den Landkreis Meißen galt auch am 11. Juni 2013 der Katastrophenalarm. Der Leiter des Verwaltungsstabes Peter Jönsson begründete die Entscheidung des Landrates: „Im sächsischen Abschnitt der Elbe gilt durchweg die Warnstufe 3. Der Pegel in Riesa steht heute (11.6.) bei 7,42 Meter. Eine unmittelbare Gefahr für Leben und Gut besteht nicht mehr. Doch unendlich viel Müll, Treibgut auf dem Strom bzw. an den Uferzonen, völlig durchweichte Deiche sowie eine immer noch komplizierte Verkehrssituation im gesamten Landkreis sind die Gründe dafür, dass der Alarm nicht aufgehoben wird.“ (Stand: 25. Juni 2013)

#### Benötigter Hochwasserschutz
Die Herstellung eines Hochwasserschutzes für Lorenzkirch liegt im mittleren Priorisierungs-Status. Benötigt wird eine 1.520 Meter lange Hochwasserschutz-Mauer elbseitig und die Erhöhung der bestehenden landseitigen Deiche auf ein einheitliches Niveau. Für den landseitigen Deich-Abschnitt 14-2 Zschepa Lorenzkirch wurde in den Jahren 2008 und 2009 von dem Dipl.-Ing. F. Köhler eine Projektplanung durchgeführt. Er schreibt:
„Im Bereich des Deichabschnittes zwischen Zschepa und Lorenzkirch (Deich-km 0+000 bis 2+030) besteht aufgrund des im Rahmen der Deichzustandsanalyse (DZA) festgestellten Deichzustandes dringlicher Sanierungsbedarf. Der zu beplanende Deichabschnitt weist sowohl an der binnen- als auch an der elbseitigen Böschung erhebliche Standsicherheitsprobleme auf, die im Falle eines erneuten Hochwasserereignisses zum Versagen des Deichabschnittes führen können. Auf Grund der besonderen Lage und Funktion (beidseitiger Einstau) des Deichabschnittes 14-2 Zschepa-Lorenzkirch wurde die Instandsetzung durch den Einbau statisch wirksamer Innendichtungen favorisiert. Infolge der örtlichen Zwänge in der Ortslage Lorenzkirch ist zudem eine Neutrassierung des Deiches auf 350 m Länge erforderlich. Zusätzlich soll in der Ortslage Lorenzkirch auf ca. 200 m Länge der Lückenschluss zum unterstromigen Deichabschnitt erfolgen. Hierzu wird die vorhandene Friedhofsmauer in die Schutzlinie integriert.“
Die Gesamtkosten für das Erreichen des Schutzzieles HQ(T) waren im Jahr 2005 auf 2593 Millionen € berechnet. Das zum 31. Dezember 2006 angefertigte Hochwasserschutzkonzept für Lorenzkirch und die Gemeinde Zeithain wurde bisher nicht umgesetzt.(Stand: 25. Juni 2013).

## Ortsgeschichte

### Gründung des Ortes Lorenzkirch, der Sankt Laurentiuskirche und des Laurentiusmarktes

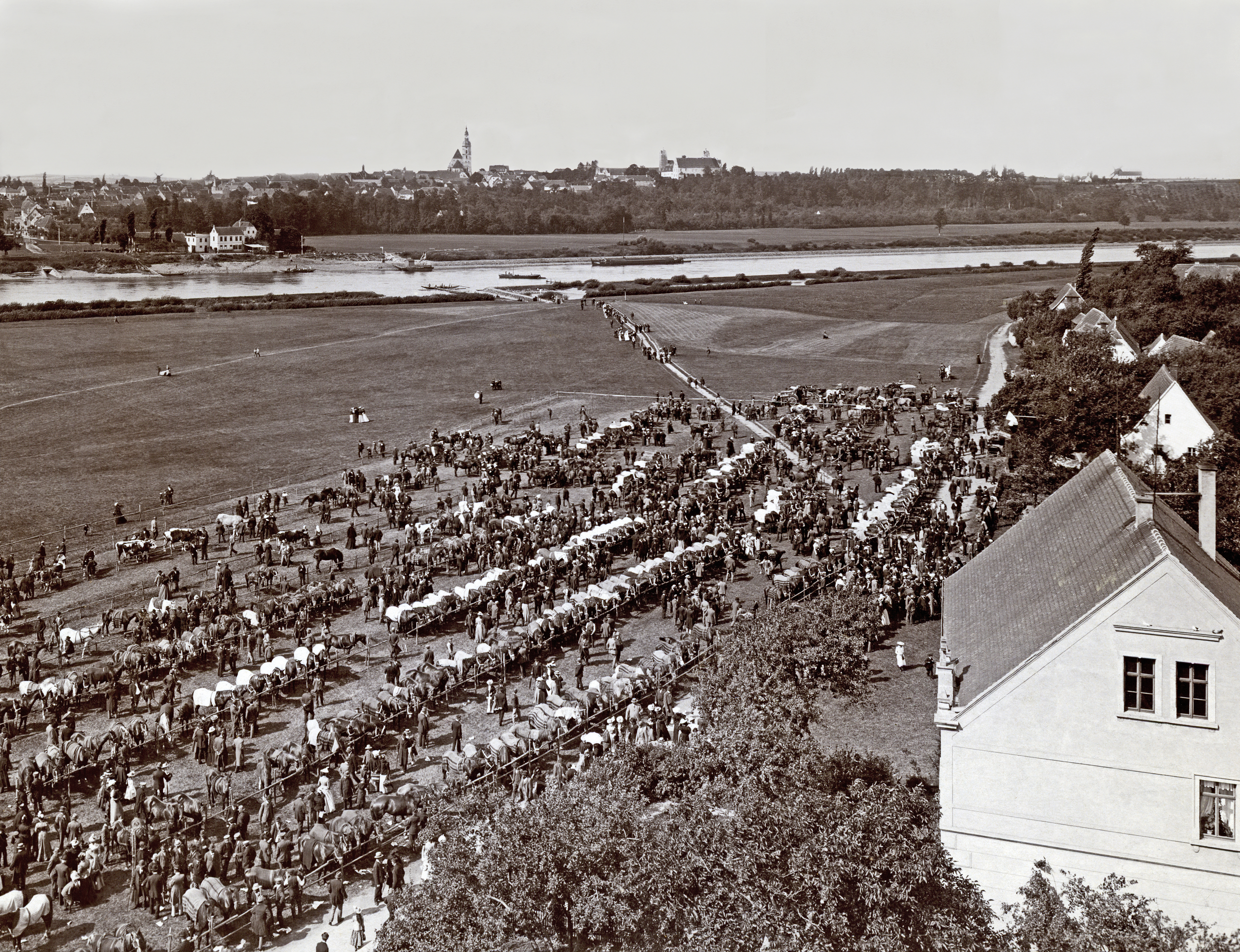
Ein Teil des Pferdemarktes von Lorenzkirch um 1900

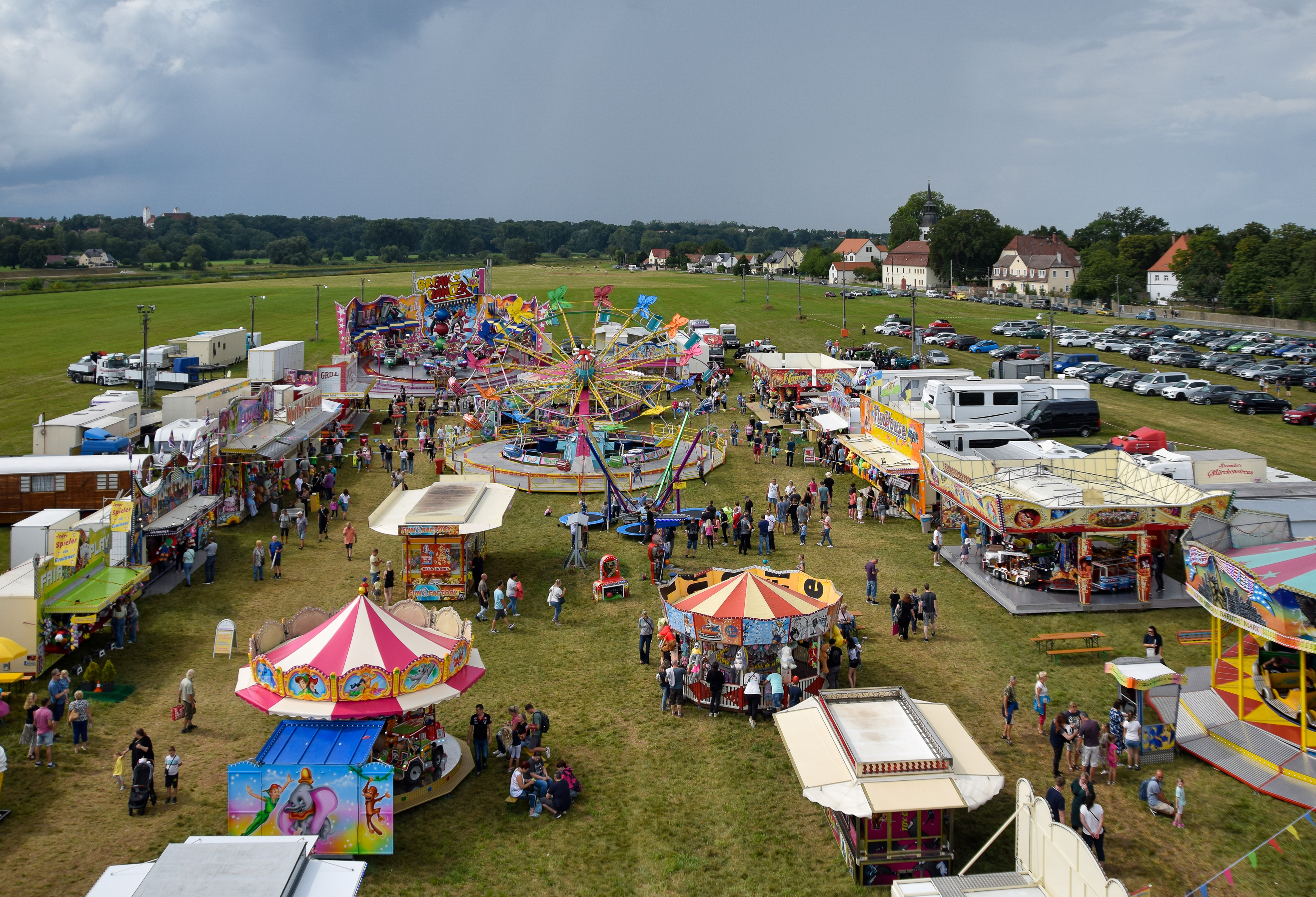
Der Lorenzmarkt im Jahr 2024

Am Ende des 10. Jahrhunderts wurde von den Ekkehardinern auf einer Talsanddüne die Laurentiuskirche als Holzkirche gebaut und der zugehörige Laurentiusmarkt gegründet. Die Talsanddüne lag damals auf einer Insel inmitten dreier Elbarme, über deren Furten die Hohe Straße von Frankfurt am Main nach Schlesien hinwegging, die von der Burgward Strehla als Zollstation am linken Elbufer überwacht wurden. Johannes Herrmann weist nach, dass Lorenzkirch wahrscheinlich in der zweiten Hälfte des 10. oder im 11. Jh. im Zusammenhang mit dem Ausbau des Burgwards Strehla am Westufer der Elbe entstanden ist. Er geht davon aus, dass der Hauptarm der Elbe seinerzeit östlich von Lorenzkirch in dem Delta der Elbe verlief, so dass Lorenzkirch damals ebenso wie die Görziger Wallburg am Westufer der Elbe gelegen hat.
Da die Talsanddüne von Lorenzkirch für eine Stadtgründung zu klein war, entstand die Stadt Strehla später oberhalb der Elbaue auf dem hohen Ufer. Vom 13. Jahrhundert bis zur Reformation blieb die Laurentiuskirche von Lorenzkirch eine Wallfahrtskirche, und der Laurentiusmarkt wurde anfangs jeweils am 10. August, dem Laurentiustag genannten Sterbetag des Laurentius von Rom, abgehalten. Der auf der Talsanddüne neben der Laurentiuskirche entstandene Ort Lorenzkirch hatte ab 1791 als Marktflecken mit seinen 1834 neu bestätigten Marktrechten eine große wirtschaftliche Bedeutung wegen des Lorenzmarktes, der Pferdezüchter, Viehzüchter, Händler und Handwerker aus weitem Umkreis anzog. In der Gegenwart wird der Lorenzmarkt als mehrtägiges Volksfest mit einem eintägigen Verkaufsmarkt begangen. In den Jahren 2009 und 2011 waren fast alle Verkäufer des Marktes indischer oder pakistanischer Herkunft.

### Die Bauern von Lorenzkirch

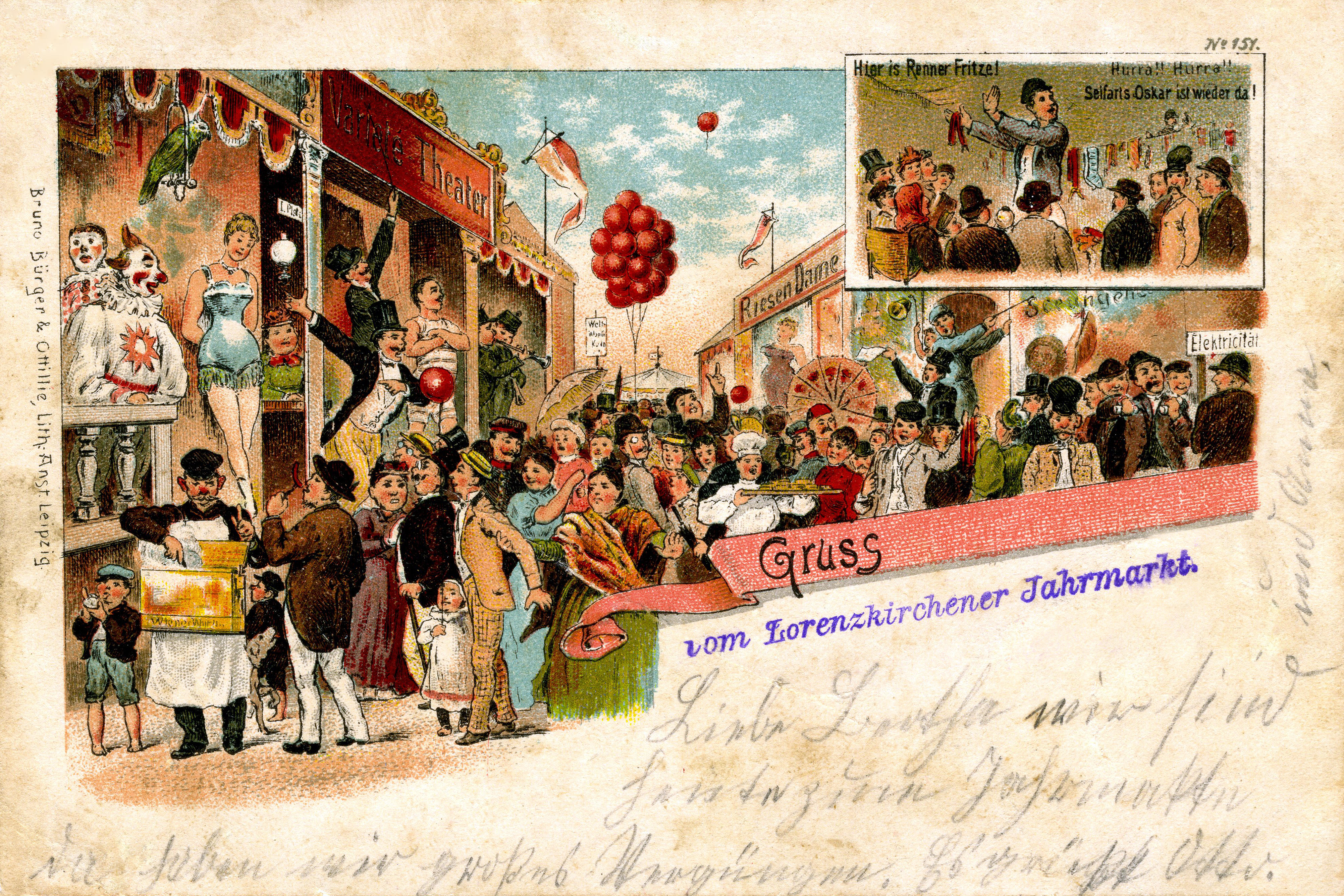
Postkarte vom Lorenzmarkt in Lorenzkirch im Jahr 1900

Den aus Ostthüringen stammenden Ekkehardinern war die Burggrafschaft von Strehla vom Ende des 10. Jahrhunderts bis zur Mitte des 11. Jahrhunderts als Eigenbesitz verliehen worden. Gemäß der Urkunde von Kaiser Heinrich IV. für Bischof Eberhard von Naumburg aus dem Jahr 1065 erhielt dann dieser Naumburger Bischof die Burgward Strehla als Eigenbesitz.
Ihr Herrschaftsbereich war die Burgward Strehla mit Sitz in der Görziger Wallburg (dem mit Palisaden verstärkten Ringwall bei Strehla am Nixstein) und später mit Sitz in der Burg von Strehla. Sie waren Lehnsherren der Burgmannen.
Die ersten vier Bauern von Lorenzkirch waren freie Adlige und Burgmannen der Burgward Strehla. Sie rodeten an der Westseite der Gohrischheide einen Abschnitt von dem damaligen Forst Lecene und legten westlich der Kirche ihre Felder für ihre Höfe als Lehnhufe an. Sie verdienten ihren Lebensunterhalt durch die Bewirtschaftung ihrer Felder, und sie bevorrateten die Burg für den Verteidigungsfall. Zu ihren Aufgaben gehörten die Zusammenkünfte in der Burg zu Lagebesprechungen, militärischen Übungen, Gottesdiensten und Festgelagen und die Verteidigung der Burg bei Angriffen der polnischen Herzöge. Auf ihren Lehenshufen wurde später das Vorwerk Cottewitz angelegt.
In der Siedlungszeit nach 1150 wurde das Dorf Lorenzkirch durch die Ansiedlung von Bauern, die eigene Felder östlich der Felder der Burgmannen in dem Forst Lecene rodeten und ihre Höfe als Zinshufe bewirtschafteten, erweitert. Zwischen den Höfen der Burgmannen und der Bauern lagen die Kirche und der Klosterhof, der als Küchengut des Klosters Mühlberg diente.
In den Jahren 1551 und 1764 gab es in Lorenzkirch 10 Bauern, die als besessene Männer bezeichnet wurden und ihren Bauernhof bewirtschafteten, der wegen des fruchtbaren Auebodens einen guten Ertrag abwarf. Sie führten die Dorfgemeinschaft an, hatten Mitspracherecht in der Gemeinde und durften die Allmende nutzen. In der dörflichen Sozialhierarchie standen sie als Vollbauern und Besitzer eines Hofes mit Ackerland ganz oben. Im Nebenerwerb arbeiteten sie als Fischer, und während des jährlichen Lorenzmarktes waren ihre Höfe und Häuser überfüllt von Gästen, die sie mit Karpfen und Getränken bewirteten. Im Jahr 1839 wurden während des Lorenzmarktes insgesamt dreizehn Zentner Karpfen verspeist.
Die Bauernhäuser enthielten bis zum 19. Jahrhundert in der Wohnstube die sogenannte Hölle. Das Bett des Bauern stand über dem in der Wohnstube eingemauerten viereckigen Backofen als sicherer Platz für den Fall, dass Hochwasser das Haus überflutete.

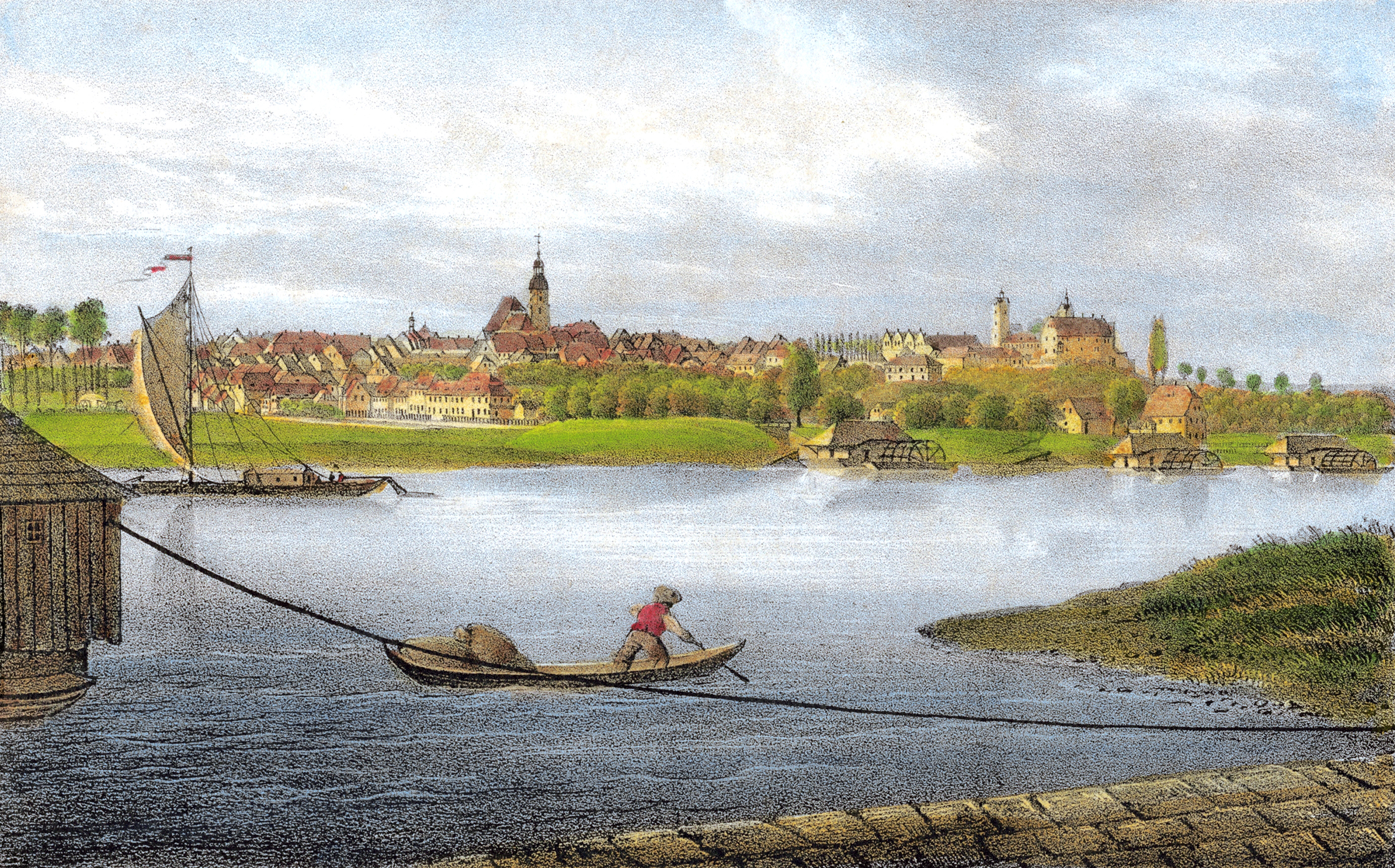
Schiffsmühlen auf der Elbe bei Lorenzkirch und Strehla um 1840. Der Müller von Lorenzkirch verlässt im Boot mit zwei Mehlsäcken seine Schiffsmühle.

Die aus Lindenholz geschnitzte Altargruppe in der Sankt Laurentiuskirche zeigt eine Bäuerin mit Ähre und einen Schiffer mit Paddel, die beide unter dem gekreuzigten Jesus knien. Diese Kreuzigungsgruppe von Professor August Schreitmüller entstand in dem Jahr 1906 und erinnert daran, dass seinerzeit die Familien der Bauern und der Schiffer das Leben in Lorenzkirch prägten.

### Der Schiffsmüller von Lorenzkirch
Die letzte Schiffsmühle von Lorenzkirch, die dem Müller Rabenalt gehörte, brannte am 9. Februar 1871 abends zwischen 19 und 20 Uhr am Elbufer von Lorenzkirch ab. Sie war 1854 neu gebaut worden, nachdem die vorhergehende Schiffsmühle 1853 ebenfalls abgebrannt war. 1871 galten die Schiffsmühlen an der Elbe als ein großes Hindernis für die Schifffahrt. Deshalb kaufte der Staat dem Müller Rabenalt den Mahlstand für 1600 Taler ab.

### Die Fischer von Lorenzkirch

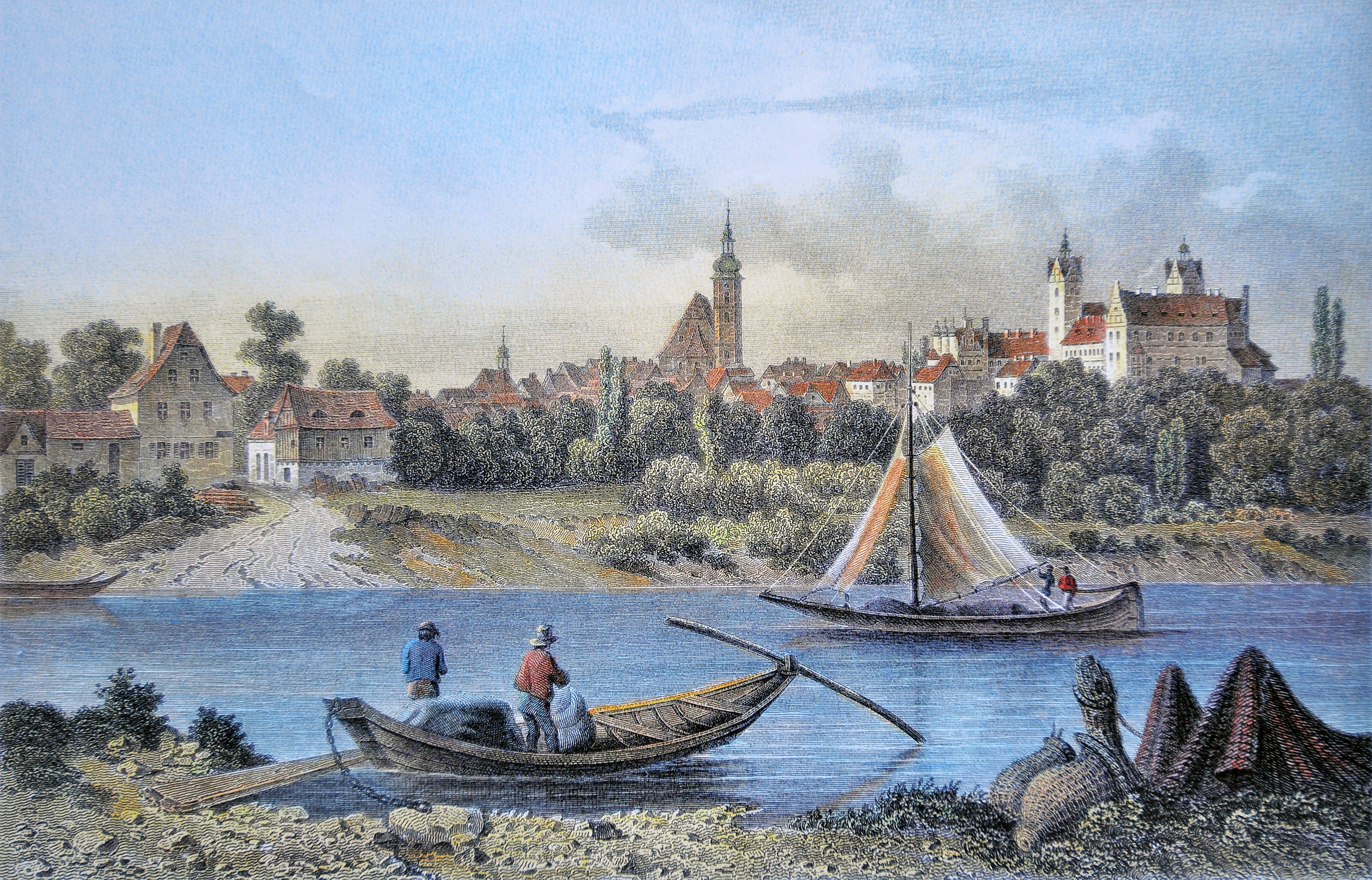
Fischer von Lorenzkirch im Jahr 1850 mit ihren Reusen. Jenseits der Elbe liegt die Stadt Strehla.

Die Elbe hatte einst einen großen Fischbestand. Die Meißnische Land und Berg-Chronica von Petrus Albinus aus dem Jahr 1589 nennt die folgenden Fischarten, die damals in der Elbe vorkamen: Barben, Forellen, Hechte, Karpfen, Lachse, Neunaugen, Schleien, Steinbeißer, Stichlinge, Störe (bis 2 Zentner schwer) und Welse. Im Jahr 1938 gab es entlang der sächsischen Elbstrecke noch 125 Fischermeister, die folgende Fische in der Elbe vorfanden: Aale, Barben, Hechte, Karpfen, Neunaugen, Rotaugen, Schleien, dazu vereinzelt Lachse, Welse und Zander.
Bis in den Anfang des 20. Jahrhunderts hinein gab es auch in Lorenzkirch Fischer, die hauptberufliche Fischer waren oder im Nebenerwerb fischten. Nach der Rechtslage von 1679 musste jeder Fischer dem Erbherrn von Pflugk jährlich fünfzehn Neunaugen oder den Gegenwert in Fischen oder Bargeld entrichten und ihm zusätzlich vor einem Verkauf die Fische zu einem ermäßigten Preis anbieten.
Die Lorenzkircher Fischer gehörten nicht den Innungen in Strehla und Meißen an. Aber die Mitglieder dieser Innungen beanspruchten das ihnen vom Herzog Georg 1524 bestätigte Recht, von der Dresdner Brücke an abwärts bis über Strehla hinaus allein zu fischen. Sie beanspruchten dabei nicht nur die Fischerei in der Elbe selbst, sondern auch in den Altarmen und in den von der Elbe an den Ufern herausgerissenen Löchern und Lachen.
Die Fischer der Elbdörfer empfanden dieses Privileg als ungerecht und setzten sich mit Waffen gegen die Fischer der Innungen zur Wehr. Im Jahre 1544 beklagten sich die Meißner Fischer, dass sie jedes Mal im Winkel bey Sant Lorentz Kirchen den Bauern die Hälfte der gefangenen Fische abgeben mussten und dass sie mit schlagen, schießen, pfänden oder gefangennehmen bedroht worden seien.

### Die Bomätscher von Lorenzkirch

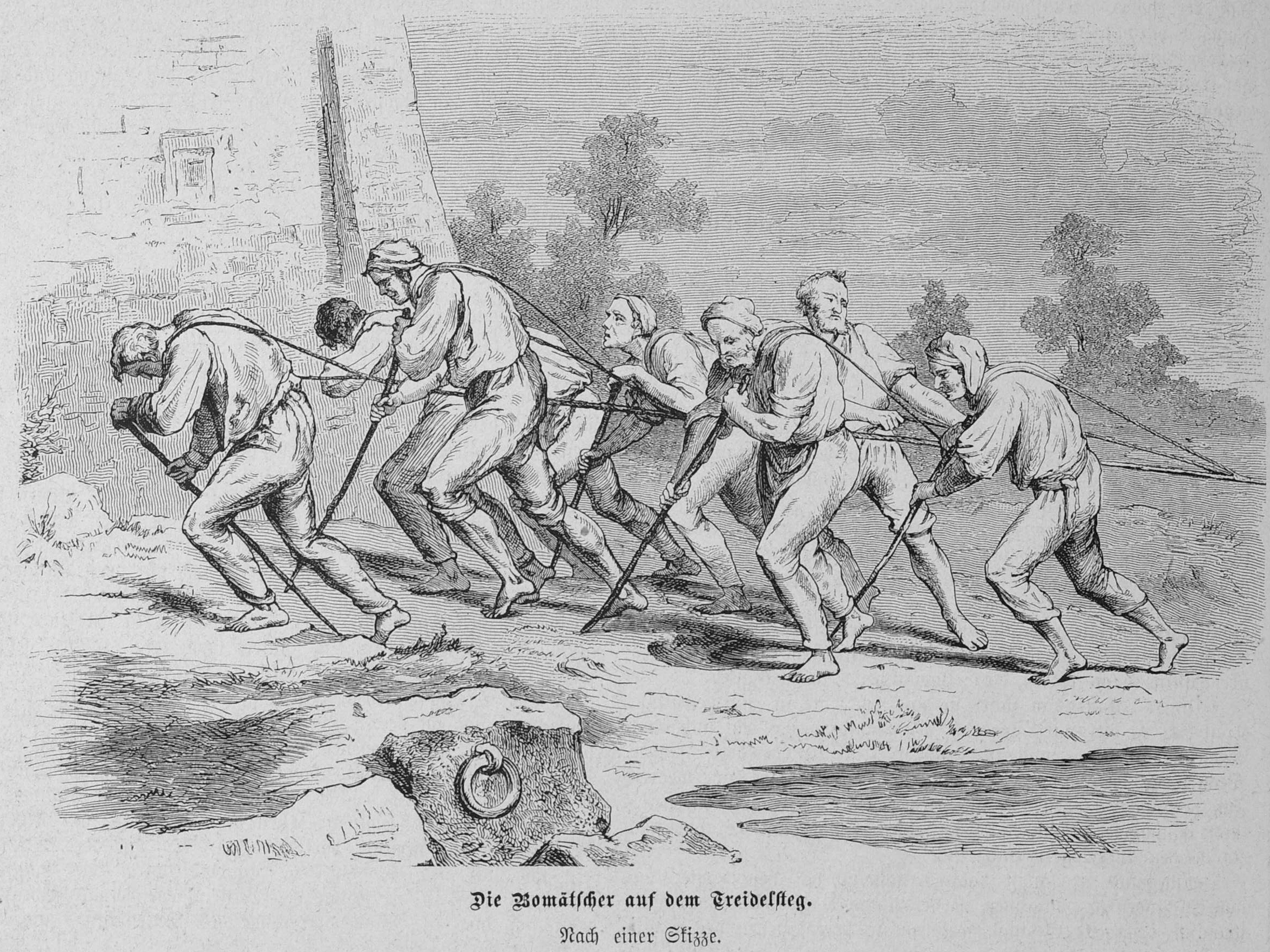
Die Bomätscher auf dem Treidelsteg

Bis zum Jahr 1871 hatten die Lorenzkircher Bomätscher Arbeit, dann wurden sie von dampfgetriebenen Kettenschiffen verdrängt. Aufgabe der Bomätscher war es, die Elbkähne gegen den Fluss stromaufwärts zu ziehen. Pastor Georg Heinrich Sappuhn schrieb 1716 über sie: Lorentzkirch hatt zwanzig kleine Häuser,..., und nähren sich von Tage Arbeitt, und ziehen als Helffer an Schiffen, welche nach Dreßden Getreyde, Holtz, Saltz und Torgauisch Bier herrauff führen.
Am Rande der Elbe befanden sich gepflasterte Bomätscherpfade, auf denen die Bomätscher ihrer Arbeit nachgingen. Sie versammelten sich an Treffpunkten, beispielsweise am Nixstein, hängten dort ihre Gurte an den Zaun und kamen in der Reihenfolge der aufgehängten Gurte ans Ziehen. Die schwersten Elbkähne wurden an zwei verschieden langen Zugleinen von etwa vierzig Bomätschern gezogen, die mit breiten über die Achsel bis zur Hüfte verlaufenden schürzenähnlichen Gurten an ihrer Schiffsleine angekettet mit ihrem Treckstock, auf dem sie sich abstützten, den Bomätscherpfad entlangstapften. Der hinterste Bomätscher hatte neben dem Ziehen noch die Aufgabe, die Zugleine mit einer hölzernen Gabel über die Steinblöcke, Weiden, Schiffsmühlen und weitere Hindernisse zu heben.
Der vorausgehende König gab während der Arbeit für ihren rhythmischen Gesang den Ton an. Das Bomätscherlied erklang in langgezogenen Tönen Heio hobe, bis an’n Knobe, dass man siehet, wie er ziehet oder in längerer Fassung: Heia hebei, hebei heia! Schifflein fahre sanft und wahre uns vor nassem, kühlem Bad! Heia hebei, hebei heia! Schifflein schwimme, unsre Stimme soll die Marschtrompete sein! Das Bomätscherlied deutet an, dass das Schiffsziehen lebensgefährlich war. Oft trieben starke Strömungen das Schiff rückwärts oder seitwärts zur Flussmitte. Das Schiff riss dann die Bomätscher mit sich in die Elbe hinein.

### Die Steuermänner von Lorenzkirch

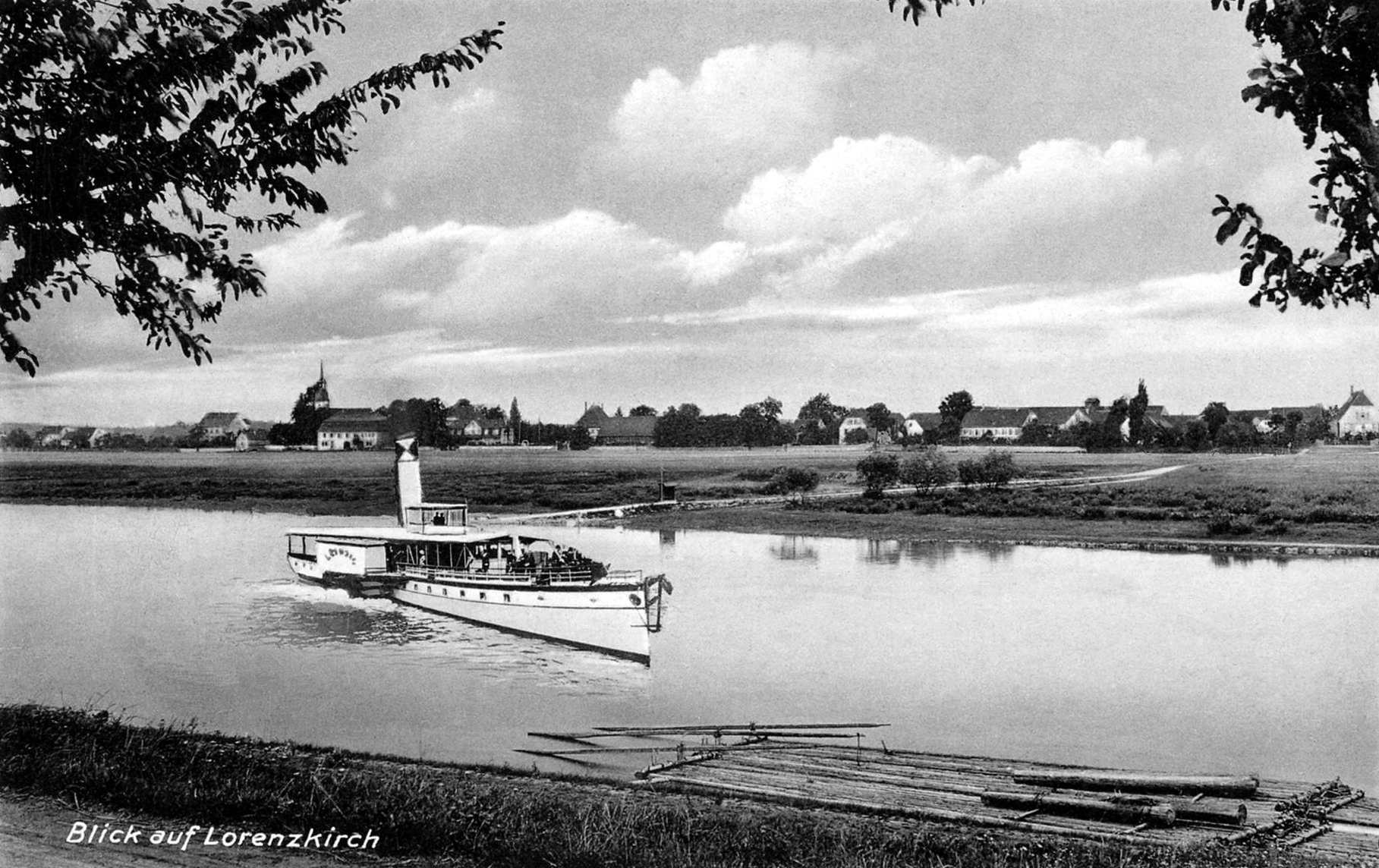
Blick um 1920 von der Anlegestelle in Strehla auf den Raddampfer und auf Lorenzkirch am gegenüberliegenden Ufer. Der Steuermann ist dabei, das Schiff in Strehla anzulegen.

Auf dem Friedhof von Lorenzkirch stand der Grabstein eines Kapitäns und Reeders aus dem 18. Jahrhundert, auf dem der Steinmetz dessen voll aufgetakelten Segelschiffe dargestellt hatte. Diesem Kapitän und Reeder war – für alle sichtbar – gelungen, wonach sich die Schulkinder von Lorenzkirch sehnten. Sie wollten Steuermann werden, aus der Enge des Dorfes ausbrechen, die Elbe befahren, zu Wohlstand kommen und als Kapitän oder Reeder nach Lorenzkirch zurückkehren. Der tägliche Blick auf die Segelschiffe, die auf der Elbe entlangglitten, bestärkte in ihnen dieses Lebensziel.
Nach der Schule arbeiteten sie zwei bis drei Jahre beim Bauern, um sich rauszufüttern, dann fuhren sie den Sommer über als Bootsmann nach Hamburg, Lübeck oder Stettin und besuchten im Winter die Seefahrtschule in Riesa. Nach dem Erwerb des Elbschifferpatentes heirateten sie gewöhnlich eine der Mägde, die sie bei der Arbeit auf dem Bauernhof kennengelernt hatten. Besonders begehrt waren die Mägde aus dem brandenburgischen Dorf Kosilenzien, die als tüchtig und fleißig galten.
Nach der Hochzeit nahm der Steuermann seine Frau auf dem Elbkahn zur Hochzeitsreise nach Hamburg mit. In späteren Jahren wartete die Frau regelmäßig am Lorenzkircher Ufer auf den von ihrem Mann gesteuerten Schleppdampfer und fuhr bis nach Riesa mit, um die offenen Fragen zu besprechen. Sobald der Steuermann wegen Niedrigwasser, Eisgang oder Eisstoß Urlaub erhielt, kehrte er zu seiner Familie zurück und konnte an seinem Haus Reparaturen durchführen.

### April 1945 in Lorenzkirch

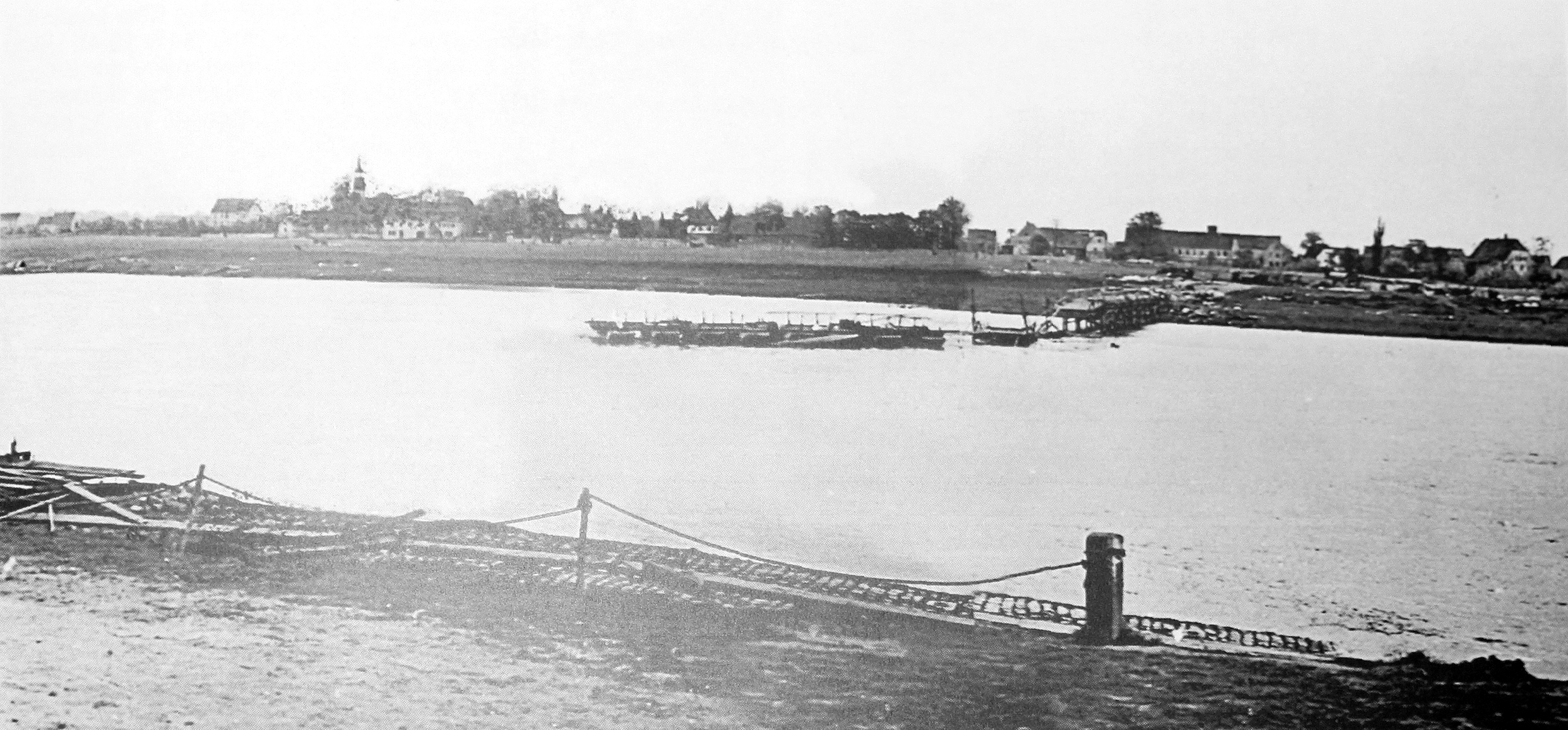
Die zerstörte Pontonbrücke mit Lorenzkirch im Hintergrund des Bildes.

200 bis 400 Flüchtlinge und Einheimische sind in und bei Lorenzkirch vor allem am 22. und 23. April 1945 im Dorf, auf den Elbwiesen, in der Elbe, auf Lorenzkircher Feldern und Straßen und bei der Sandgrube im Wald ums Leben gekommen, als sie versucht hatten, sich vor der herannahenden Front über die Elbe in Sicherheit zu bringen. Am Abend des 22. April 1945 gerieten sie jedoch genau zwischen die Fronten und starben unter Granat- und Gewehrfeuer. Viele der Opfer konnten nicht identifiziert werden und mussten namenlos begraben werden.
Zwischen Lorenzkirch und Strehla gab es eine Pontonbrücke, die besonders in den Tagen vor dem 23. April 1945 von vielen Flüchtlingen zum Überqueren der Elbe genutzt wurde. Diese Brücke wurde von deutschen Truppen gesprengt, obwohl noch Menschen versuchten, auf der Brücke das westliche Ufer zu erreichen. Dabei gab es viele Tote.
Durch die Sprengung wollte die deutsche Armee verhindern, dass die herankommende Rote Armee die Brücke für ihren schnellen Vormarsch nutzen konnte. Dadurch waren aber viele Flüchtlinge auf den Elbwiesen am östlichen Ufer bei Lorenzkirch eingekesselt, und die Rote Armee hatte mit Artillerie auf das Ufer und die Reste der Brücke gefeuert.
Die Toten auf den Elbwiesen wurden später im Auftrag der Roten Armee mit weißen Tüchern abgedeckt und einige sogar zusammen mit toten Pferden von den Lorenzkircher Einwohnern in Splittergräben auf den Elbwiesen begraben. Andere wurden auf dem Friedhof beerdigt. Auch im Ort Lorenzkirch und in der Umgebung verloren Zivilisten im April 1945 ihr Leben; sie wurden meistens an den Fundorten begraben.

#### Der Elbe Day am 25. April 1945 in Lorenzkirch
Der Elbe Day am 25. April ist ein Gedenktag des Zweiten Weltkriegs. Die erste Begegnung US-amerikanischer und sowjetischer Truppen auf deutschem Boden fand am 25. April 1945 um 12.00–13.00 Uhr auf den Elbwiesen in Lorenzkirch statt.
Der First Lieutenant eines US-Infanterie-Bataillons Albert Kotzebue überquerte von Strehla aus mit drei Männern seines fünfköpfigen Aufklärungstrupps, unter ihnen der Soldat Joseph Polowsky (Joe Polowsky), im Boot die Elbe. Diese amerikanische Kotzebue-Patrouille vom 273rd Infantry Regiment, 69th Infantry Division, V. Korps, 1. Armee, begegnete dort inmitten hunderter Leichen deutscher Zivilisten dem russischen Oberstleutnant Alexander Gordejew, Kommandeur der Vorausabteilung des sowjetischen 175. Garde-Schützen-Regiments.
Da das Leichenfeld für heroische Fotoaufnahmen nicht passend erschien und für eine geschichtsträchtige Begegnung nicht geeignet war, brach der Kommissar Karpowitsch von der 58. Div. das Treffen ab und schickte die Amerikaner zurück auf das westliche Elbufer zur gegenüberliegenden Stadt Strehla. Um Schuldzuweisungen wegen der vielen getöteten Zivilisten zu entgehen, wurde das Treffen in Lorenzkirch nicht protokolliert und nicht veröffentlicht.

#### Gedenkstätten in Lorenzkirch

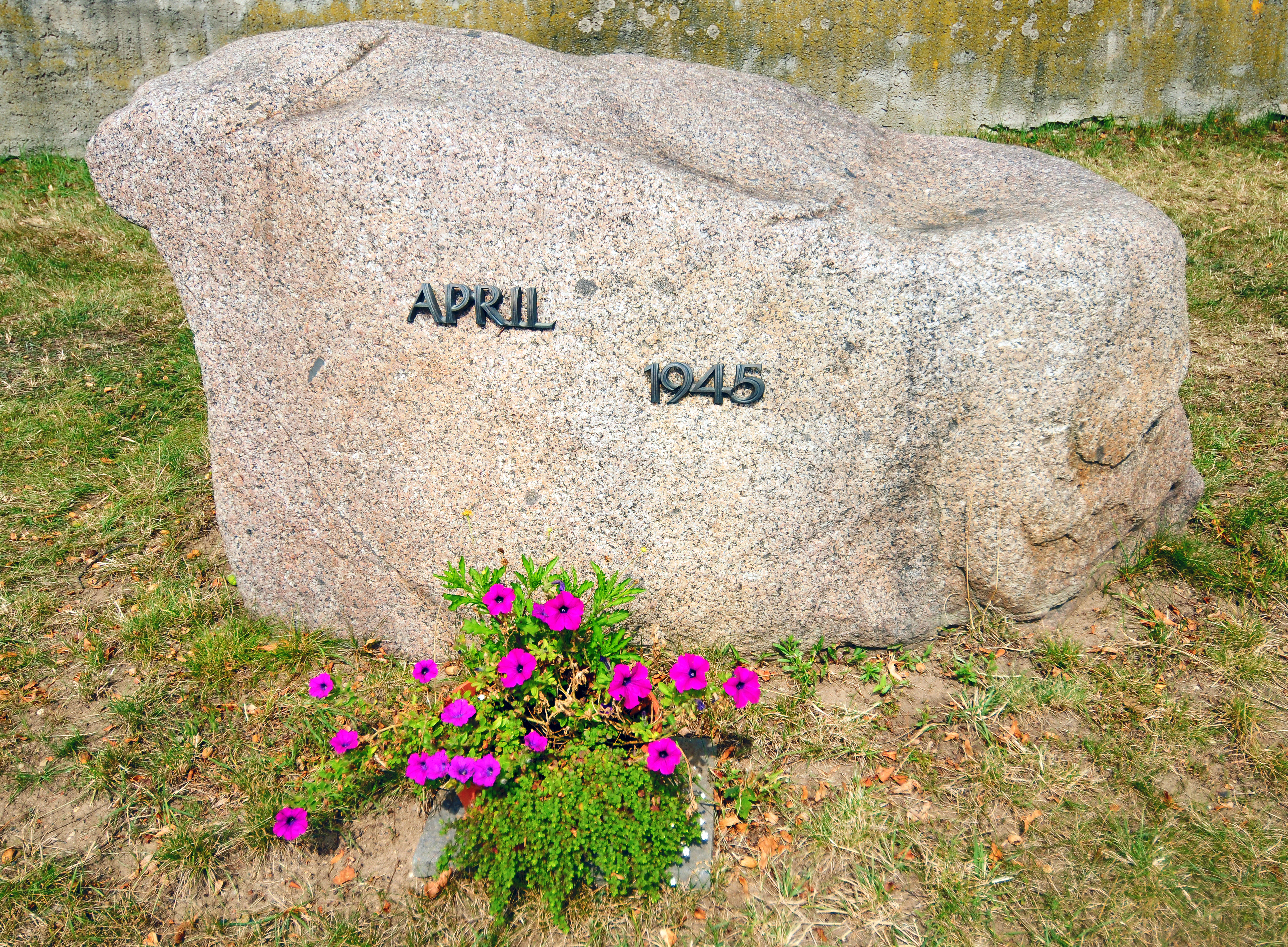
Gedenkstein vor dem Friedhof von Lorenzkirch.

Der Gedenkstein an der Alten Salzstraße am Rande des Friedhofs von Lorenzkirch mit der Inschrift April 1945 wurde vom Kulturverein Lorenzkirch e. V. gespendet, von dem Steinmetzmeister Rudolf aus Riesa beschriftet und anlässlich des 50. Jahrestages der schrecklichen kriegerischen Ereignisse in Lorenzkirch am 22. April 1995 in einer Gedenkfeier eingeweiht. Die Gedenkansprache hielt der Bürgermeister Hannes Berger aus Zeithain. Der Gedenkstein erinnert an die schrecklichen Ereignisse in den letzten Tagen des Zweiten Weltkrieges in Lorenzkirch und an die erste Begegnung US-amerikanischer und sowjetischer Truppen auf deutschem Boden auf den Elbwiesen von Lorenzkirch.
Auf dem Friedhof lädt eine Bank unter einer alten Linde zum Verweilen ein. Daneben steht eine schlichte Sandsteinsäule an der Grabstelle von 51 Kriegsopfern. Die Gemeinde Lorenzkirch stellte auf diesem Grab eine von dem Steinmetzmeister Rudolf aus Riesa beschriftete Stele auf, die am 17. November 1992 in einer Gedenkfeier eingeweiht wurde. Die Stele trägt an ihren Seiten die folgenden Inschriften:
- Verweile und gedenke der Gefallenen und Vermissten der Orte Lorenzkirch, Zschepa und Cottewitz der Jahre 1939-1945
- Den Toten verschiedener Völker im April 1945 in Lorenzkirch
- Der Herr ist mein Hirte. Psalm 23,1.

## Religion
Die Lorenzkirch gehört zum Kirchspiel Zeithain im Kirchenbezirk Meißen-Großenhain der Evangelisch-Lutherischen Landeskirche Sachsens. Sie enthält eine 1859 erbaute Orgel von Jehmlich Orgelbau Dresden.

## Wirtschaft und Infrastruktur

### Verkehr
In Lorenzkirch verkehrt mit Stand 2022 eine Regionalbuslinie zwischen Mühlberg und Riesa, wo Anschluss an die Bundesstraßen B 169 und B 182 und das Eisenbahnnetz besteht.
In den Sommermonaten verbindet eine Fähre über die Elbe Lorenzkirch mit Strehla.

## Vereine
In Lore gibt es eine Ortswehr der Freiwilligen Feuerwehr Zeithain.

## Zukunftsperspektive

### Mitglied der Interessengemeinschaft „Sachsens Schönste Dörfer“
Lorenzkirch wurde am 19. Oktober 2012 nach seiner Zertifizierung zu einem der schönsten Dörfer von Sachsen gekürt. Es gehört seitdem zu der Interessengemeinschaft Sachsens Schönste Dörfer.
Die Interessengemeinschaft Sachsens Schönste Dörfer ist eine eigenständige Untergliederung des Landesvereins Sächsischer Heimatschutz e. V. und ist aus dem gleichnamigen Arbeitskreis der Landtourismus-Initiative Sachsens Erlebnisdörfer hervorgegangen. Außergewöhnliche Dörfer in Sachsen sollen als individuelle Besonderheit, aber auch als Repräsentanten ihrer Kommune bzw. Region präsentiert und vermarktet werden. Für die Mitgliedschaft in der Interessengemeinschaft Sachsens Schönste Dörfer bringt Lorenzkirch folgende Vorzüge mit: Die Lage an der Elbe und die naturräumliche Einbindung von Lorenzkirch ist brillant, aus städtebaulicher Sicht besticht das Ensemble im weiteren Umkreis der Kirche, Lorenzkirch hat eine außergewöhnliche Historie von überregionalem Interesse, und das touristische Potenzial ist wegen des durch Lorenzkirch verlaufenden Elberadwegs sehr gut.
Die Interessengemeinschaft Sachsens Schönste Dörfer beurteilte Lorenzkirch am 23. März 2011 folgendermaßen:
Lorenzkirch ist an sich schon mit seiner Dorfstruktur als Zeilendorf an der Elbe eine (wenngleich regionaltypische) Besonderheit. Einzigartig sind die historischen Zeugnisse von der früheren Wallfahrtskirche über das Grabmal des nachweislich ersten „Kaffeesachsen“ bis zum Geburtshaus des Physik-Nobelpreisträgers Wolfgang Paul. Das Dorf ist buchstäblich ein Geheimtipp, der vielleicht manchen Durchreisenden auf dem Elbradweg bzw. Pilgerpfad gar nicht auffiele, wenn nicht erste Info-Kästen, Besichtigungs- und Übernachtungsangebote zum Stopp einladen würden. Alles in allem ein außergewöhnliches Dorf mit vielen Besonderheiten und mit touristischem Potenzial, mit engagierten Bewohnern und einer unterstützenden Gemeinde, aber auch noch viel Entwicklungsbedarf.

### Tag des offenen Denkmals 2014: Ein Jahr nach der Flut – Lorenzkirch ist wieder da
Am 14. September 2014 fand der Tag des Offenen Denkmals in Lorenzkirch statt. Die Interessengemeinschaft „Sachsens Schönste Dörfer“ in Lorenzkirch und die Gemeinde Zeithain präsentierten den Stand des Wiederaufbaus und der Entwicklung ihres Dorfes.

## Söhne und Töchter des Ortes
- Friedrich Immanuel Schwarz (* 5. März 1728 in Lorenzkirch; † 25. Oktober 1786 in Leipzig) war lutherischer Theologe, Pädagoge und Professor der Theologie an die Universität Leipzig.
- Carl Paul (* 4. Februar 1857 in Lorenzkirch; † 10. Oktober 1927 in Schweta) war Pastor in Lorenzkirch, Professor für Missionswissenschaften in Leipzig und Missionsdirektor der Leipziger Mission.[46]
- Theodor Paul (13. Februar 1862 Lorenzkirch bei Strehla, † 30. September 1928 München) war Professor, Pharmazeut und Chemiker.[47]
- Johannes Paul (* 26. Februar 1902 in Lorenzkirch; † 9. Dezember 1958 in Göttingen) war ein deutscher Forschungsreisender, Gesandtschaftsrat, Verlagslektor und Autor.
- Wolfgang Paul (* 10. August 1913 in Lorenzkirch; † 7. Dezember 1993 in Bonn) war Physiker und Nobelpreisträger für Physik.[48]

## Weitere Persönlichkeiten des Ortes
- Georg Heinrich Sappuhn (* 12. Juli 1659 in Heilsberg; † 3. Mai 1721 in Lorenzkirch) war ein lutherischer Theologe, Pädagoge und Autor.

## Archive
- Pfarrarchiv Lorenzkirch, Alte Salzstr. 6, 01619 Lorenzkirch (aufgerufen am 3. März 2014).
- Stadtmuseum Riesa, Poppitzer Platz 3, 01589 Riesa (aufgerufen am 3. März 2014).
- Kreisarchiv Meißen, Heinrich-Heine-Str. 1, 01589 Riesa (aufgerufen am 3. März 2014).
- Nachlass von Gottfried Müller im Kirchenarchiv der Kirche Baalsdorf Mölkau